# Rue Constant-Berthaut
Pour les articles homonymes, voir Berthaut.
La rue Constant-Berthaut est une voie du 20e arrondissement de Paris, en France.

## Situation et accès
La rue Constant-Berthaut est une voie publique située dans le 20e arrondissement de Paris. Elle débute au 5, rue du Jourdain et se termine au 132, rue de Belleville.

## Origine du nom
Elle porte le nom de Constant Berthaut (1847-1918), qui était conseiller municipal du quartier.

## Historique
Cette rue est créée sous sa dénomination actuelle par le détachement d'une section de la rue des Rigoles par un arrêté du 23 août 1926.